# 西雲院
西雲院（さいうんいん）は、京都市左京区黒谷町にある浄土宗の寺院。大本山金戒光明寺の塔頭。山号は紫雲山。本尊は阿弥陀如来。通称の「紫雲石（しうんせき）」で知られる。

## 歴史
当院は、元和2年（1616年）4月8日に朝鮮の出身で、文禄・慶長の役の際に日本に連れてこられて後に僧となった宗厳によって開創された。
その際、金戒光明寺に保存されていた承安5年（1175年）に法然上人が座ったという石・紫雲石を、金戒光明寺第27世桑誉了的により授けられている。
元和9年（1623年）に中坊長兵衛により紫雲石堂が建立されたが廃れ、後に宗信により延宝8年（1680年）に再建されている。
一心不乱に念仏を唱える宗厳の下には多くの僧侶が集まり、また多くの寄進を集めたという。宗厳が始めた千日念仏惣回向は宗厳死後も続けられ、万日念仏惣回向、三万日念仏惣回向、四万日念仏惣回向（約100年）まで続けられた。そのために当院は萬日寺とも称せられた。
金戒光明寺は文久2年（1862年）以降は京都守護職・松平容保率いる会津藩の本陣となっていたことから、当院は京都で亡くなった会津藩士の菩提寺となっている。
四季折々に花の絶えない寺で、春は牡丹、夏は蓮やサルスベリ、秋は紅葉が美しい。

## 境内
- 本堂
- 庫裏
- 東門
- 紫雲石堂 - 延宝8年（1680年）に宗信により再建。承安5年（1175年）に法然上人が座ったという石・紫雲石を安置している。扁額「紫雲石」は照高院道晃による筆。
- 山門
- 松平容保像
- 会津藩士352名の墓 - 毎年6月に会津松平家の当主を招き法要が行われている。
- 海保青陵の墓 - 儒者。
- 池玉瀾の墓 - 池大雅の妻。

## 前後の札所
通称寺の会（紫雲石）

## 住所
- 京都府京都市左京区黒谷町121

## 交通アクセス
- 京阪電気鉄道鴨東線神宮丸太町駅から徒歩32分